# Robert Stirling
Robert Stirling (ur. 25 października 1790, zm. 6 czerwca 1878 w Galston) – szkocki duchowny oraz inżynier-wynalazca. Stirling zasłynął projektem silnika cieplnego nazwanego potem silnikiem Stirlinga.
Uzyskał pierwszy patent na silnik zewnętrznego spalania w 1816 roku. W późniejszych latach zaprojektował i wypróbował kilka różnych modeli takich silników. Głównym dążeniem Stirlinga było opracowanie bezpiecznych silników, równie przydatnych jak rozpowszechniające się wówczas maszyny parowe (traktowane wtedy jako ciągłe zagrożenie otoczenia ze względu na szczególnie częste eksplozje kotłów parowych).